# Jansen, Saskatchewan
Jansen är en ort i Kanada.   Den ligger i provinsen Saskatchewan, i den sydöstra delen av landet, 2 200 km väster om huvudstaden Ottawa. Jansen ligger 530 meter över havet och antalet invånare är 140.
Terrängen runt Jansen är mycket platt. Trakten runt Jansen är nära nog obefolkad, med mindre än två invånare per kvadratkilometer.. Det finns inga andra samhällen i närheten.
Trakten runt Jansen består till största delen av jordbruksmark.